# 成功

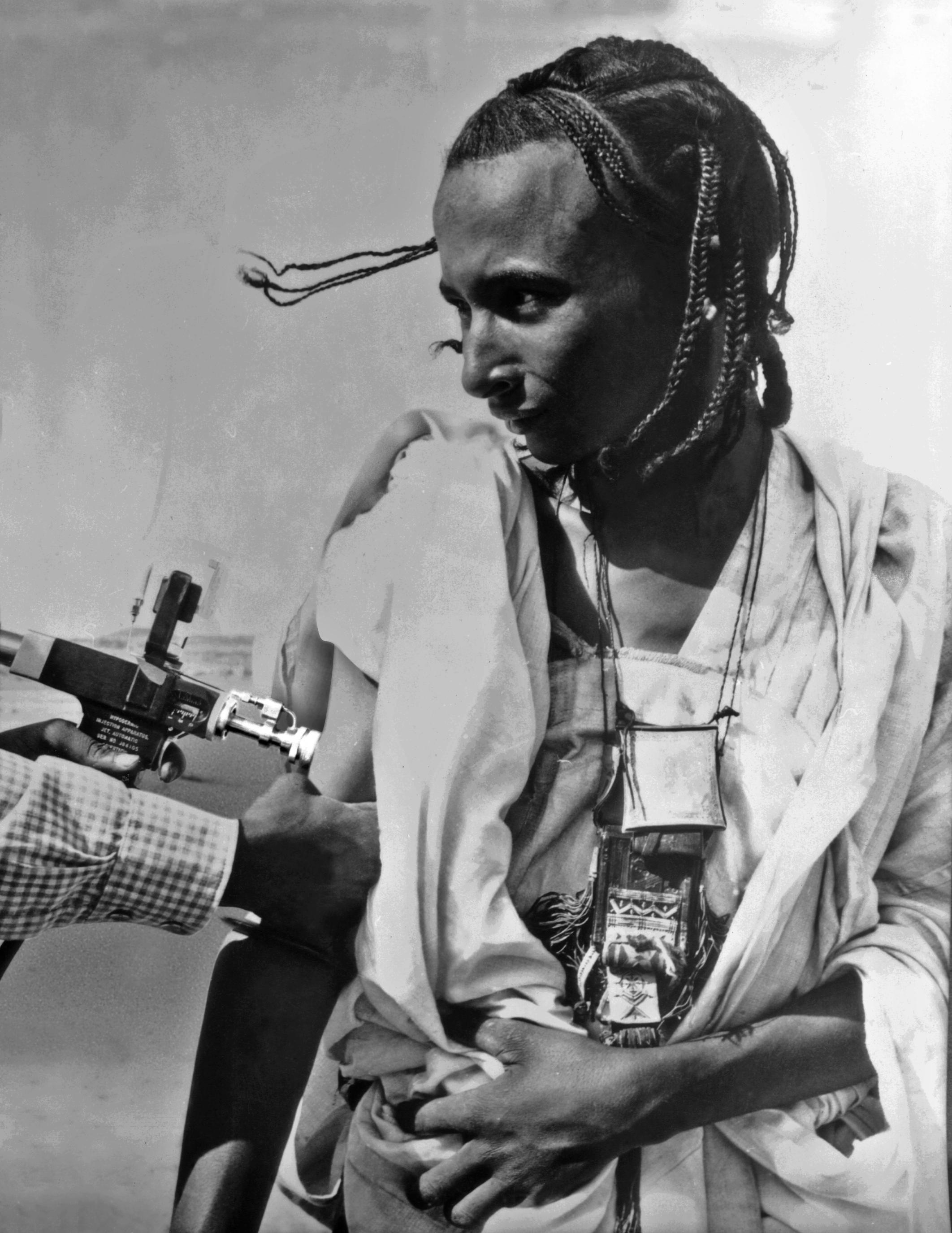
A Nigerian man receives the smallpox vaccine in February 1969, as part of a global program that successfully eradicated the disease from the human population.

成功是达到既定期望范围的状态或条件。它可以被视为失败的对立面。成功的标准取决于背景，并且可能与特定的观察者或信仰体系有关。一个人可能会认为成功，而另一个人可能会认为失败，特别是在直接竞争或零和游戏的情况下。同样，不同的观察者或参与者可能会对某种情况下的成功或失败程度有不同的看法，因此，一个人认为是成功的情况，另一个人可能认为是失败、合格的成功或中立的情况。例如，一部商业失败甚至票房炸弹的电影可能会继续获得崇拜者，最初缺乏商业成功甚至给人一种亚文化冷静的印记。
由于对这些标准的定义模棱两可或定义不明确，确定一种情况是否符合成败标准也可能很困难或不可能。找到有用和有效的标准或启发式方法来判断情况的失败或成功，这本身就是一项重要的任务。

## 书目
- Darwin, Charles.  1st. London: John Murray. 1859. LCCN 06017473. OCLC 741260650.
- DeVitis, Joseph L; Rich, John Martin. . Albany, New York: State University of New York Press. 1996. ISBN 978-0-585-06057-6. OCLC 42855408 （英语）.
- Weiss, Richard. . University of Illinois Press. 1969. ISBN 978-0-252-06043-4 （英语）.

## 拓展阅读
- Brueggemann, John. . Rowman & Littlefield. 2010. ISBN 978-1-4422-0095-1. OCLC 659730070.